# Martin Ganter

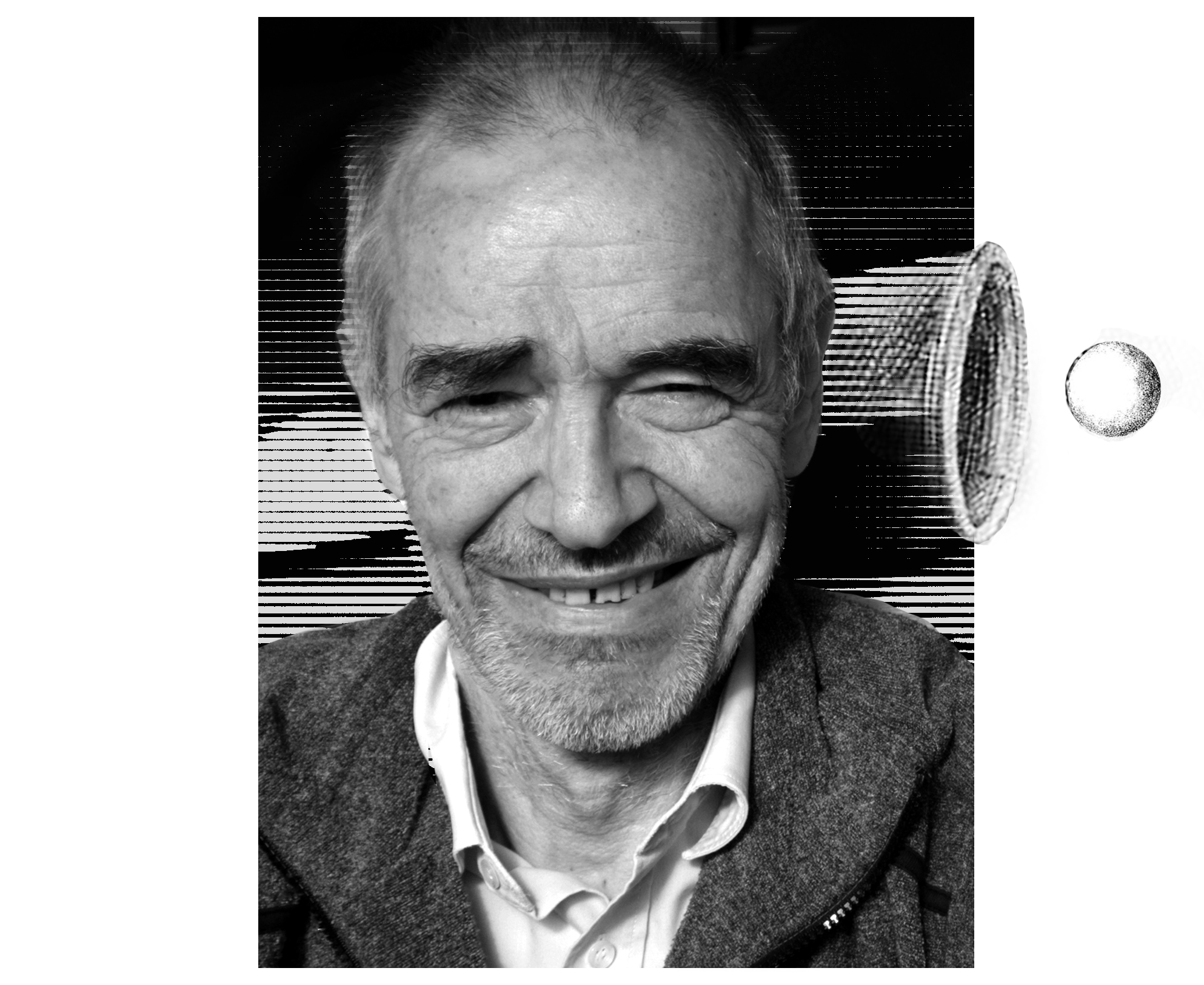
Martin Ganter (2010)

Martin Ganter (* 1943 in Heidelberg) ist ein deutscher Schriftsteller, Philosoph, Physiker und Pädagoge. Er war Professor an den Pädagogischen Hochschulen Esslingen und Freiburg. Zu seinen Schwerpunkten gehören Untersuchungen zur kognitiven Entwicklung von Kindern und die Pädagogik der Naturwissenschaften sowie ein umfangreiches literarisches Werk (Roman, Lyrik, Dramen).

## Leben
Nach dem Staatsexamen in Physik und Mathematik in Freiburg (1968) wurde Ganter 1972 als erster Doktorand bei Fernando Inciarte zum Dr. phil. promoviert. Seine Dissertation über Mittel und Ziel in der praktischen Philosophie des Aristoteles erschien 1974. Während der Promotion hatte Ganter als wissenschaftlicher Assistent an der Pädagogischen Hochschule Freiburg und als Lehrer an einem Gymnasium in Schopfheim gearbeitet. 1972 wurde er auf eine Professur für Physik an die Pädagogische Hochschule Esslingen berufen. Nach deren Schließung lehrte er von 1984 bis 2008 als Professor für Physik an der Pädagogischen Hochschule Freiburg.

## Das naturwissenschaftliche und pädagogische Werk
Ganters Ansatz in der Pädagogik der Naturwissenschaften ist Jean Piaget verpflichtet. In seinen Monographien und Artikeln nähert er sich gemeinsam mit Kindern dem naturwissenschaftlichen Weltverstehen an. Dabei geht es um die Hinführung der Kinder in die Welt der Erwachsenen, zugleich aber immer auch zu einer Hinführung der Erwachsenen in die Welt der Kinder und deren Weltverständnis. Die Vielfalt möglicher Wege mit Kindern in die Welt der Natur und ihrer Wissenschaften, in die Kulturgeschichte von der altorientalischen Antike bis heute, in Geschichte, Philosophie, Literatur und Kunst wird in seinem dreibändigen Werk Wege und Wanderungen (1997) anhand von vielfältigen Experimenten und Erlebnissen anschaulich und lädt auch Leser jenseits der akademischen Welt zur Lektüre ein. Schon hier wird sichtbar, dass das Anliegen von Ganter sich nicht auf eine Didaktik der Naturwissenschaften für die Grundschule beschränken lässt, was in den Essays Bausteine zur Konstruktion einer humanen Welt. Reflexionen zu Erziehung und Selbstbestimmung ausgeführt wird.

## Das literarische Werk
Ganters lyrisches und dramatisches Schaffen geschieht in Auseinandersetzung mit seiner pädagogischen und philosophischen Arbeit sowie mit seinem persönlichen Erleben. Er selbst veröffentlichte nur Teile davon. 1965 erschien die Gedichtsammlung Salamis, 1985 die Kurzgeschichte Kinderschuhe, 2009 in kleiner Auflage seine Lyrik-Sammlung Liederbuch für Jutta, in der Ganter die Liebe zu einer tödlich erkrankten Person und deren vierzigjähriges Leiden verdichtet. Sein Gedicht Die Mutter erschien 2012 in der Frankfurter Bibliothek des zeitgenössischen Gedichts.
Ganters „große“ Theaterstücke behandeln die moderne Gesellschaft, das Zerbrechen der christlichen Kultur und den Menschen zwischen Globalisierung und Individualisierung. Seine „kleinen“ Theaterstücke behandeln politisch-zeitgenössische Themen ironisierend. Bisher sind die Theaterstücke nicht aufgeführt oder gedruckt worden.
Das literarische Gesamtwerk Ganters wird derzeit von Annette Zgoll im Internet herausgegeben (siehe unten). Das künstlerische Design der Website besorgte Hannah Feldmeier, die bereits 2009 das Liederbuch für Jutta gestaltete.
Der Roman War anders und anders. Auf den Spuren von Träumen (1. Auflage 2023, 2. Auflage 2024) hat eine Sonderstellung in der Weltliteratur: Es ist ein Liebesroman über den Tod hinaus und zugleich ein autobiographisch fundierter Traumroman, in dessen Zentrum echt geträumte, literarisch geschliffene ‚Epochalträume‘ stehen. Sie sind der Faden, der ein Leben mit vielfältigen Hindernissen und Leiden zu einer Odyssee der Liebe macht.

## Schriften (Auswahl)
- Mittel und Ziel in der praktischen Philosophie des Aristoteles. Freiburg i.Br. 1974 (Symposion 45)
- Mit den Kindern durchs Himmelsjahr. Vom unmittelbaren Welterleben zur Rekonstruktion der Welt Heinsberg 1995. ISBN 3-88852-015-0
- Mit den Kindern verstehen lernen. Ansätze zu einer exakten Theorie der Praxis des Sachunterrichts auf dem Wege zu naturwissenschaftlichem Weltverstehen. Heinsberg 1995. Zweite Auflage, Heinsberg 2000. ISBN 3-89803-014-8
- Wege und Wanderungen. Drei Bände, Heinsberg 1997
  - Band 1: Homo viator. ISBN 3-88852-316-8
  - Band 2: Wiesen und Felder, der Wald, Faszination Berg. ISBN 3-88852-317-6
  - Band 3: Wasser, erd- und landschaftsgeschichtliche Erkundungen, auf den Spuren der Geschichte, im Labyrinth der Welt. ISBN 3-88852-318-4